# Boreoscala rhytida
Boreoscala rhytida is een slakkensoort uit de familie van de Epitoniidae. De wetenschappelijke naam van de soort is, als Epitonium rhytidum, voor het eerst geldig gepubliceerd in 1917 door Dall.